# Razzia!
Razzia! ist ein Kartenspiel von Reiner Knizia. Das Spiel ist 2004 mit Illustrationen von Michael Menzel bei Amigo erschienen. 2005 erhielt es bei à la carte, dem Kartenspielpreis der Zeitschrift Fairplay, den 5. Platz.

## Spiel

### Material
- 99 Beutekarten
- 21 Polizisten
- 6 Infokarten
- 16 Schecks
- 1 Tafel

### Ablauf
Ziel des Spiels ist es in drei Wertungen möglichst durch taktischen Einsatz seiner Schecks die meisten Siegpunkte in Form von Warenkarten zu sammeln.
Am Spiel können zwei bis fünf Spieler teilnehmen, die als Mitglied eines Mafiaclans agieren. Wer am Zug ist, deckt entweder eine zuvor in einem Stapel befindliche Karte auf. Dort liegen Beutestücke oder auch Polizisten. Oder er stiehlt mit Hilfe einer speziellen Diebkarte eine bereits ausliegende Beutekarte oder er kündigt eine Zwangsversteigerung an. Bei Letzterer erhält derjenige  Spieler mit dem höchsten Gebot auf seinem Scheck alle aufgedeckten Beutekarten aus der Tischmitte.
Sind sieben Polizisten (bei zwei Spielern fünf Polizisten) aufgedeckt, kommt es sofort zu einer Razzia (Spielname). Die Spieler erhalten für Beutekarten in ihrem Besitz Siegpunkte. Sowohl für nicht eingesetzte Diebe, für Goldmünzen, für den mit den meisten Leibwächtern, für Fahrzeuge und für vorhandenen Schmuck bekommt man unterschiedliche Siegpunkte. Nach drei Durchgängen ist das Spiel beendet. In einer abschließenden Wertung werden bei passenden Kombinationen weitere Plus- oder Minuspunkte vergeben, so dass auch bisherige Nachzügler noch Sieger werden können.

## Variante
- Razzia ist die Kartenspiel-Version des 1999 bei alea erschienenen Brettspiels Ra, das ebenfalls von Knizia stammte. Während der Spielmechanismus gleich blieb, wurden einige Glückselemente des im alten Ägypten angesiedelten Strategiespiels weggelassen.